# Енрике Гранадос
Енрике Гранадос и Кампиња (шп. Enrique Granados y Campiña, кат. Enric Granados i Campiña; Љеида, 27. јул 1867 — Ламанш, 24. март 1916), познатији као Енрике Гранадос, био је шпански композитор и пијаниста, један од најзначајнијих представника шпанског музичког национализма с краја 19. века. Данас је најпознатији по својим евокативним комадима за соло клавир.
Још у детињству је испољио музички таленат. Након што се породица преселила у Барселону, похађао је часове клавира код Хурнета. Касније је студирао клавир код Пујола и композицију код Педреља. У 16. години је дебитовао као пијаниста. Године 1887, отишао је у Париз где је студирао клавир код Бериоа.
По повратку у Барселону потврдио се као један од водећих пијаниста, а његове Шпанске игре су стекле огромну популарност. Његова прва опера, Марија дел Кармен, постављена је на сцену 1898. Три године касније основао је Академију Гранадос, музичку институцију која је дала значајна имена пијанизма као што су Френк Маршал и Алисија де Лароча.
Почетком 20. века компоновао је многобројна дела за клавир у романтичарском стилу. Његово ремек-дело, клавирска свита Гојеске (1911–1913), инспирисано је сликама и таписеријама Франсиска Гоје. Прерађено је у истоимену оперу која је премијерно изведена у њујоршкој Метрополитен опери почетком 1916. године. Враћајући се из САД, утопио се у водама Ламанша након што је брод којим је путовао торпедовала немачка подморница.

## Биографија

### Младост
Енрике Гранадос је рођен 27. јула 1867. године у Љеиди. Његова мајка, Енрикета Елвира Кампиња, била је родом из Сантандера. Његов отац, Каликсто Гранадос Арментерос (армијски капетан у војсци Наваре), рођен је на Куби, тада још увек шпанској колонији. Након кратког службовања у Љеиди, постављен је за војног гувернера у Санта Крузу де Тенерифеу. Породица се 1874. преселила у Барселону. Ту је млади Гранадос, који је рано показао таленат за музику, почео да учи солфеђо и клавир са очевим пријатељем и музичким аматером Хосеом Хункедом. Године 1879, почео је да студира клавир у музичкој школи Есколанија де ла Мерсе код Франсиска Хурнета.

### Студије у Барселони
Године 1880, кренуо је на часове клавира код Жоана Баптиста Пујола, који је у то доба сматран најбољим професором клавира у граду. Дипломац Париског конзерваторијума и један од оснивача каталонске пијанистичке школе, Пујол је био творац новог метода у свирању клавира (шп. Nuevo mecanismo del piano) по ком је учила генерација каталонских пијаниста којој су, поред Гранадоса, припадали Исак Албениз, Карлес Видијела и Жоаким Малатс.
Гранадос је 1883. године на Конкурсу Пујол освојио прво место за извођење Шуманове Сонате у г-молу и читање с листа дела нарученог од Мартинеза-Имберта. Гранадосов каснији коментар да је Шуманова соната „прво ваљано дело“ које је проучавао даје слику о нивоу његове претходне обуке. Поред Албениза, одлуку о награди донео је и други члан жирија – Фелипе Педрељ. То је био Гранадосов први сусрет са овим значајним шпанским музикологом, критичарем, педагогом и композитором. Наредне године код њега је започео студије хармоније и композиције.
Иако су ове студије поставиле темељ за Гранадосов зрели музички стил, нејасан је Педрељов утицај на младог композитора. У значајној мери самоук, Педрељ је критикован због неуспеха да својим ученицима пружи чврсту техничку основу. Уобичајена критика упућена Гранадосу, а која се може приписати Педрељовом утицају, односи се на одсуство суптилног приступа већим музичким формама. Са друге стране, Педрељу се с правом приписује започињање шпанске музичке ренесансе у 19. веку, пре свега записивањем стотина шпанских народних мелодија и жељом да своје студенте изложи тој богатој баштини. Охрабривао их је да на свој начин пригрле шпански музички национализам, о чему сведоче заокружене музичке личности попут Албениза, Фаље и самог Гранадоса. Он је, међутим, показивао мању склоност ка националистичким тенденцијама свог учитеља и остао је везан за средњоевропске моделе. И поред свих разлика у оријентацији, Гранадос је увек био спреман да призна Педрељов утицај на свој уметнички и филозофски развој, а упркос једном јавном сукобу 1907. године, били су у срдачним односима.

### Пијаниста у кафанама
Гранадос је морао да прекине студије код Педреља због финансијских тешкоћа након очеве смрти. Како би могао да издржава многочлану породицу, почетком 1886. године почео је да ради као пијаниста у једној од најбољих кафана у Барселони – Café de las Delicias. Услед уметничких неслагања са управом кафане, која је нагињала ка оперским пастишима са јефтиним пијанистичким украсима, убрзо је напустио ово радно место. Каталонски предузетник Едуард Конде, који је већ покривао део трошкова Гранадосових студија, запослио га је да подучава његову децу. Гранадос је у то време одржао прве полујавне наступе, укључујући и онај у Атенеуму у Барселони 9. априла 1886.
И поред тога што је био најбоље плаћени учитељ клавира у Барселони, Гранадос је схватио да је немогуће стећи потпуно музичко образовање у Шпанији, па је уз подршку Кондеа одучио да студије настави у Паризу. Како би прикупио део новца за трошкове, поново се запослио у кафани, овог пута у Café Filipino, где је провео два месеца импровизујући на народне мелодије и пратећи муштерије сумњивог музичког талента. У септембру 1887. коначно је могао да оде у Париз.

### Студије у Паризу
Гранадосов циљ је био да се упише на Париски конзерваторијум, али га је напад тифусне грознице приковао за кревет три месеца и осујетио његову намеру да полаже пријемни испит. Када се опоравио, прекорачио је максималан узраст за упис.. После тога је одлучио да приватно студира клавир код чувеног француског педагога Шарла Вилфрида де Бериоа. Остали студенти у његовој класи били су Морис Равел и Рикардо Вињес, такође из Љеиде, са којим је Гранадос делио хотелски смештај у Улици Тревис. Будући пионир модерне клавирске музике, Вињес ће изводити Гранадосова најважнија дела, поред оних Дебисија, Равела, Фаље и Албениза, који је у то време такође боравио у Паризу.
Као студент клавира у Паризу, Гранадос је био изложен Бериоовом инсистирању на изразитој рафинираности у производњи тонова и нагласку на импровизацији, а његово занимање за технику педала такође се може приписати учитељевом утицају.
Није јасно у којој мери је боравак у Паризу утицао на младог композитора. Француска музика је у то доба била на прекретници. Утицај француско-белгијске школе Сезара Франка и Венсана Д'Ендија био је у опадању, а импресионизам још увек није представљао значајну музичку снагу. Гранадос је пришао конзервативнијим музичком круговима, као што је Д'Ендијева Schola cantorum. Међутим, иако је одржавао везе са Паризом током целе каријере, њега никада није привлачио модерни француски израз као што је то био случај са Албенизом. Гранадосов зрели стил одражава позноромантичарску тенденцију ка меандрирајућем хроматизму, изливима виртуозности и тематским реминисценцијама. Упркос томе, његово преклапање модалног и тоналног начина компоновања и употреба појачаних тријада може се приписати француском утицају. Биограф Анри Коле сматра да је Гранадос у Паризу започео већину својих композиција које ће бити познате под називом Шпанске игре.
Након двогодишњег боравка у иностранству и неколико неуспешних покушаја да заинтересује париске издаваче за своју музику, вратио се у Барселону 14. јула 1889. године.

### Између Барселоне и Мадрида
По повратку у Барселону Гранадос је преговарао о објављивању Шпанских игара са издавачем Casa Dotesio. Објављене засебно почетком 90-их година 19. века, то су била прва дела којима је стекао међународно признање, а похвале су стизале од Грига, Кјуиа, Сен-Санса и Маснеа, који га је назвао „шпанским Григом“. Гранадос је 20. априла 1890. године дебитовао у Лирском театру у Барселони, премијерно извевши неколико оригиналних комада (одабране Шпанске игре и данас изгубљену Шпанску серенаду) и дела Сен-Санса, Бизеа, Менделсона, Шопена, Бетовена, Моцарта и Шуберта. Штампа је са ентузијазмом поздравила Гранадосове композиције, истичући нову дубину стила коју је развио у Паризу. Шпанске игре су постале једно од Гранадосових најпопуларнијих дела.
Одушевљење каталонским језиком и књижевношћу, које је почело да се шири средином 19. века у оквиру покрета Renaixença (катал. препород), пренело се и на музички живот. Барселонски композитори су почели да изражавају каталонистичка осећања кроз нове аранжмане традиционалних народних песама. У таквој културној атмосфери Гранадос је 1891. године учествовао у оснивању једног од најважнијих музичких симбола Барселоне – хора Каталонски Орфеј. Међутим, хор је убрзо попримио политички призвук који је Гранадосу био одбојан. Упркос томе, целог живота је одржавао срдачне односе са Каталонским Орфејем и његовим оснивачима. Иако је компоновао оригиналну музику на бројне каталонске текстове, изгледа да га аранжман традиционалних народних песама није привлачио као друге композиторе из Барселоне.
Између 1892. и 1895. године његово име престаје да се појављује у документима о барселонском музичком животу. Овај трогодишњи период који неки биографи називају „дуга тишина“ често се приписује удварању будућој супрузи Ампаро Гал и Љоберас, ћерки валенсијанског индустријалца Франсеска Гала, и заснивању породице. Венчали су се 1893. године у Цркви Ла Мерсе у Барселони. У јулу 1894. рођен је њихов први син Едуардо. Касније су добили још петоро деце: Солиту, Енрикеа, Виктора, Франсиска и Наталију.
Део 1894. и 1895. године провео је у Мадриду, где је покушавао да објави своју музику и добије место професора клавира на Мадридском конзерваторијуму. Међутим, догодило му се исто што и у Паризу: разболео се и није могао да се појави на јавним испитима (шп. oposiciones). Осим тога, један биограф тврди да је жири био на страни Пилар Фернандез де ла Мора, тадашње миљенице мадридске публике. Гранадос је такође одржао неколико концерата у Дворани Ромеро, на којима је извео нека од својих дела као што су Клавирски трио, Шпанске игре и Поетични валцери.
Вратио се у Барселону у октобру 1895. године. Наступила је интензивна концертна делатност. Извео је Албенизову Шпанску рапсодију14. новембра исте године, а између децембра 1896. и маја 1897. одржао је седам концерата камерне музике са Каталонским концертним друштвом и виолинистом Матјеом Крикбумом. Такође је извео и свој Импропту са хором Нова Каталонија.
Након распуштања Каталонског концертног друштва у лето 1897, Крикбум је основао Филхармонијско друштво са циљем промоције камерне музике у Барселони, која је била окренута опери. У наредних седам година Гранадос је са овим друштвом наступао преко двадесет пута, углавном са Крикбумом и Касалсом, и повремено је изводио нова дела из Француске (као што је Сен-Сансова Виолинска соната). Такође је наставио да компонује (мада ниједно његово камерно дело није било на програму друштва), а опробао се и као оркестарски композитор (његова дела Свита на гаљешке напеве и Марш побеђених изведена су 31. октобра 1899). Крајем исте године, 4. децембра, у Барселони су први пут изведени његови Поетични валцери, које је публика топло примила.
Средином 1898. Гранадос се вратио у Мадрид да представи своје прво сценско дело које је доживело огроман успех – оперу Марија дел Кармен. Иако је било одређених замерки на либрето, за њега је ова опера представљала велики комерцијални успех. Дуго је остала на репертоару и њена популарност је допрла до ушију краљице-регенткиње Марије Кристине, која је Гранадоса одликовала Орденом Карлоса III. Дело је такође постигло значајан успех у Барселони и Валенсији.

### Организациона и педагошка делатност
Гранадос је 1900. године у Барселони основао Друштво класичних концерата са циљем стварања умешног и добро увежбаног ансамбла способног за извођење симфонијске музике. Између 15. маја и 9. децембра 1900. друштво је одржало шест концерата на којима је Гранадос учествовао као диригент и солиста. Извођена су дела Баха, Хендла, Моцарта, Бетовена, Грига, Шопена, Сен-Санса, Фореа и других. Упркос великој посећености и позитивним критикама, друштво је распуштено због нејасно дефинисаних циљева и неискусних чланова ансамбла, а томе је допринело и одсуство симфонијске традиције у Барселони.  Наредне године је учествовао у оснивању Удружења Вагнер које се бавило проучавањем Вагнерове музике. Наставио је да промовише камерну и симфонијску музику на месту уметничког директора Удружења камерне музике, а био је и члан жирија Каталонског музичког фестивала.
Гранадос је био први Шпанац који се на систематски начин бавио техником педала и педагошким проблемима у музици. Године 1901, основао је Академију Гранадос (данас Академија Маршал) на темељу истицања важности неговања индивидуалне музичке личности сваког студента. Образовни програм је обухватао клавир, солфеђо, основе хармоније, глас и неколико гудачких инструмената. Академија је брзо усвајала нове трендове у музичком образовању, а такође је организовала серију концерата и предавања. На Академији Гранадос дипломирао је велики број музичара, међу којима треба истаћи троје најпознатијих: Френк Маршал (који је након Гранадосове смрти постао директор академије), Алисија де Лароча и Кончита Бадија. Они су наставили да преносе „Гранадосову традицију“ на наредне генерације пијаниста и певача.

### Уметничка зрелост — СвитаГојеске
У првој деценији 20. века Шпанија доживљава праву музичку ренесансу. Албениз компонује свиту Иберија у којој комбинује оригиналну хармонијску синтаксу и несвакидашњу техничку захтевност, Фаљина опера Кратак живот привлачи међународну пажњу, а у Барселони је постављен камен-темељац за Дворану каталонске музике. У таквој уметничкој атмосфери Гранадос такође стиче шире признање и већу професионалну стабилност.
Године 1903, премијерно су изведени његови Романтични призори, серија клавирских минијатура. У Концертном алегру, који је 1904. године награђен на такмичењу у организацији Мадридског конзерваторијума, Гранадос напушта „националистичку“ линију у потрази за чистом роматичарском виртуозношћу. Наредне године се у чувеној париској Дворани Плејел први пут представио као зрео уметник. Том приликом је у властитој транскрипцији извео необјављене Скарлатијеве сонате којима је додао романтичарске украсе карактеристичне за позни 19. век. У пролеће 1906. ишао је на кратку турнеју по Валенсији, Мадриду, Сан Себастијану, Памплони и Сарагоси. По повратку у Барселону одржао је још два концерта.
Значајан догађај се догодио у јуну 1908. године: у тек изграђеној Дворани каталонске музике изведена су два става из Гранадосове симфонијске поеме Данте, његовог до тада најамбициознијег дела. Исте године је у Паризу именован за члана жирија на престижном Демјер такмичењу, пијанистичком надметању под покровитељством Париског конзерваторијума. На повратку у Барселону посетио је Албениза на самртној постељи у Камбо ле Бену, где му је Розина Албениз, у складу са мужевљевом жељом, уручила рукопис Албенизовог клавирског комада Азулехос како би га довршио. Стигао је кући непосредно пред избијање радничке побуне током Трагичне седмице.
У писму Жоакиму Малатсу 31. августа 1910. године, Гранадос је написао: „Овог лета сам завршио збирку Гојески, дела снажног налета имагинације и велике захтевности.“ Фасциниран сликарством Франсиска Гоје, које је први пут упознао у Музеју Прадо током боравка у Мадриду 1898. године, Гранадос је 1909. почео да компонује Гојеске, музичке импресије у две свеске и седам сцена са поднасловом Заљубљена младеж. Сцене имају романтичну тематику и делом су инспирисане добом великог шпанског сликара и његовим делима – посебно скицама за таписерије и серијом графика Каприци. Прва свеска Гојески премијерно је изведена 11. марта 1911. године у барселонској Дворани каталонске музике. Оставиле су веома повољан утисак у јавности, а композитору је одато признање за богатсво мелодијске инвенције и модерну употребу хармоније.
У новембру 1912. спријатељио се са америчким пијанистом Ернестом Шелингом, чија је улога у промовисању Гранадосове музике огромна. Премијерно је извео Гојеске у Лондону и Њујорку, а помагао му је и у склапању професионалних контаката (као што је двогодишњи уговор са њујоршким издавачем Шримером).
Композиције из друге свеске Гојески премијерно су изведене 2. априла 1914. на концерту одржаном у париској Дворани Плејел. Успех је био толики да му је Француска доделила Орден Легије части, а од директора Париске опере је добио поруџбину да их преради у оперу. У Барселони су 27. јуна премијерно изведене Тонадиље за глас и клавир у интерпретацији Кончите Бадије и Рикарта Вивеса. Гранадос је у то време поново боравио у Паризу, а по избијању Првог светског рата вратио се у Шпанију. Финансијске тешкоће Париске опере и рат онемогућили су премијеру Гојески. На крају је прво извођење опере договорено са њујоршком Метрополитен опером за јануар 1916. Већи део лета 1915. провео је у својој викендици на Медитерану, дотерујући оркестрацију. Крајем новембра је одржао концерт (последњи у Барселони) на ком је извео Григов Клавирски концерт у а-молу, дело које му је помогло да започне пијанистичку каријеру двадесет година раније.

### Пут у САД — ОпераГојеске
Енрике Гранадос и његова супруга Ампаро су 30. новембра 1915. године испловили из шпанске луке Кадиз на броду »Монтевидео«. Страх од прекоокеанског пута и ратна опасност нису му давали мира Након бурне пловидбе, током које је брод двапут претресан, брачни пар је стигао у Њујорк 15. децембра.
Гранадосова музика није била потпуно непозната њујоршкој публици. Гојеске и Шпанске игре су већ изводили Ернест Шелинг и Џорџ Коупленд, Тонадиље Горгоза и мецосопран Роса Кулмељ, а поему Данте Чикашки симфонијски оркестар и контраалт Софи Бреслау. Уочи премијере опере наступио је са Пау Касалсом у Хотелу Риц-Карлтон. Гранадос је свирао четири Гојеске, Поетичне валцере, Валенсијску хоту и Арапску игру; са Касалсом је извео серенаду Трова, Мадригал, и Андалузијску игру. Критичари су једнодушно хвалили Гранадосово бриљантно пијанистичко умеће.
Штампа је нашироко извештавала о „њујоршкој првој шпанској опери“. Кад је током пробе постало јасно да је потребно више времена за промену сценографије између чинова, Гранадос је одмах компоновао популарну Међуигру. Као што је то био случај са опером Марија дел Кармен у Мадриду, на пробама је оркестром дириговао Пау Касалс.
Опера Гојеске премијерно је изведена на сцени Метрополитен опере 28. јануара 1916. године. Оркестром је дириговао Гаеатано Бавањоли. Ана Фициу је наступила као племкиња Росарио, Ђовани Мартинели као Фернандо, Флора Перини као маха Пепа и Ђузепе де Лука као тореадор Пакиро. Сценски продуцент је био Жил Спек, сценограф Антонијо Ровескали, а костимограф Г. Б. Сантони који је следио Гојина платна. На крају представе проломио се френетичан аплауз, а након спуштања завесе публика је дозивала Гранадоса и либретисту Фернанда Перикета. И поред топлог пријема код публике, Гојеске су изведена још само четири пута пре него што су скинуте са репертоара Метрополитен опере. Као разлог најчешће се наводе слабост либрета и лоша усклађеност партитуре и драмске радње. С друге стране, критичари су хвалили музички садржај опере. У својој критици за Њујорк Тајмс, Ричард Олдрих је написао да је музика била „дубоко доживљена“ и да је поседовала „снажан народни колорит“.
Упркос релативном успеху опере, за Гранадоса су се отвориле друге могућности. Снимио је неколико Шпанских игара и Гојески за кућу Дуо-Арт. Америчко хиспанско друштво примило га је у своје чланство и уручило му сребрну медаљу. Прикупљена су и новчана средства која су га, заједно са онима од зараде на опери, решила финансијских брига. Такође је позван да 15. марта 1916. учествује као извођач на добротворном концерту „за музичаре Париског конзерваторијума, страдалнике у рату“.
На позив америчког председника Вудроа Вилсона, великог љубитеља музике, одржао је рецитал у Белој кући. Извео је дела Скарлатија и Шопена, као и властите композиције: Валенсијску хоту, Концертни алегро и Пелеле. Тај непланирани ангажман приморао га је да промени датум повратка у Шпанију.

### Смрт на повратку у Шпанију
Иако му је саветовано да исплови на шпанском броду »Антонио Лопез«, који је саобраћао на линији Њујорк–Барселона без заустављања, Гранадос је одлучио да са својом супругом Ампаро напусти Њујорк 11. марта 1916. на холандско-америчком броду »Ротердам«. Стигли су у енглеску луку Фалмаут 19. маја. Одатле су се упутили у Лондон где су провели неколико дана у гостима код каталонског вајара Исмаела Смита, који је жело да погура извођење Гојески у Лондону. Укрцали су се 24. марта у 13.25 на брод »Сасекс« у Фокстону и кренули према Дјепу на француској обали. . Док су прелазили канал Ламанш, брод је око 14.50 торпедовала немачка подморница УБ-29. Гранадос и његова супруга су се утопили.
Постоји неколико супротстављених верзија трагичног догађаја и све су засноване на непоузданим описима сведока. Према једној верзији, Гранадос је скочио у воду и попео се на чамац за спасавање. Угледавши своју супругу како се бори са таласима, скочио је да је спаси, али их је море обоје прогутало. Према другој, Ампаро је била та која је скочила у воду да спасе свог супруга. Према трећој, од свих путника и чланова посаде на »Сасексу«, једино су нестали Гранадос и Ампаро.
Потапање »Сасекса« је изазвало међународни скандал будући да је УБ-29 била прва подморница која је пробила блокаду канала. Амерички председник Вилсон је послао писмо немачкој влади наводећи како САД више неће толерисати такве нападе. На притисак међународне јавности и музичких удружења, Немачка је пристала да плати одштету Гранадосовој деци у износу од преко пола милиона пезета, а министар спољних послова је изразио жаљење због смрти композитора.
Након трагичне смрти Енрикеа Гранадоса шпански краљ Алфонсо XIII је организовао прикупљање новца за његову децу, а уследили су и бројни меморијални и добротворни концерти у Мадриду, Паризу, Барселони, Лондону. Најуспешнији меморијални концерт организовао је Ернест Шелинг 7. маја 1916. године у Њујорку. Пау Касалс је у својој аутобиографији дао потресан опис концерта одржаног на сцени Метрополитен опере: „Падеревски, Крајслер и ја свирали смо Бетовенов Трио... На крају концерта погашена су сва светла. Свећа је постављена на клавир. Након тога је, уз тај усамљени трептави пламен на сцени велике дворане, Падеревски одсвирао Шопенов Посмртни марш.“

## Музички стил
Приликом разматрања музичког стила Енрикеа Гранадоса треба узети у обзир два елемента: 1. проналажење инспирације у шпанској музичкој традицији XVIII и 19. века и 2. избор музичког језика који је последица деликатне личности и утицаја романтичарских композитора као што су Шопен, Шуман, Лист и Григ.
Под утицајем студија композиције код Фелипеа Педреља, оца шпанског музичког национализма, Гранадос је музичке идеје за већину својих најзначајнијих дела црпео из шпанског фолклора, чије елементе није уносио као резултат доживљаја, већ промишљеног додавања (пре свега у Шпанским играма), и из урбаног живота Кастиље и Мадрида. Посебно су га привлачиле тонадиље (шп. tonadillas), песме које су се могле чути на улицама шпанске престонице у 18. веку, што се може уочити у његовој истоименој збирци уметничких песама за глас и клавир. Такође је проналазио инспирацију у делу чувеног шпанског сликара Франсиска Гоје, чија су платна често приказивала романтичне сцене мадридских „махоса“ и „маха“, покушавајући да елементе његовог сликарства преточи у музику. Из тога је настало његово ремек-дело – клавирска свита Гојеске.
Као композитор позног романтизма, Гранадос је писао музику засновану на романтичарским звуцима чији су темељи положени у ранијим деценијама 19. века, а његова дела карактерише изразита експресивност и сензитивност произашла из деликатне личности. То се најбоље види у делима интимистичке атмосфере као што су Романтични призори, Поетични призори и Поетични валцери.
С друге стране, стварао је у периоду брзих промена које су нудиле могућност изложености новим композиционим техникама и музичким идејама. Иако се утицај Франца Листа на његово стваралаштво може уочити у опсежнијим комадима за клавир у којима се манифестује комплексност музичких линија и текстура карактеристичних за листовску виртуозност, Гранадосова музика је најчешће упоређивана са музиком Фредерика Шопена. Аспекти Шопеновог стила који се најјасније испољавају у Гранадосовом делу су лиризам или „певачки квалитет“ мелодија и обиље филигранског рада који доприноси рафинираном карактеру музичког звука. Поменуте сличности између двојице композитора најуочљивије су у Гојескама, посебно у ставу Жалопојка или Девојка и славуј.
У погледу третирања тоналности, Гранадосова дела, као и већину романтичарских композиција, одликују флуидне промене, варљиве хармонијске прогресије и иновативне модулације. Међутим, и поред смелих модулација и неочекиваних обрта на нивоу хармоније, Гранадосова музика не искаче из конвенционалне тоналности и у чврстој је вези са романтичарским периодом.

## Занимљивости
Син Енрикеа Гранадоса, такође Енрике, 1923. године је постао првак Шпаније у пливању на сто метара краул стилом. Његови унуци су такође били шампиони у пливању дубоким и полудубоким стилом.
Гранадосов прерано умрли син Едуардо (1894–1928) такође је био композитор.
Диригенткиња Мелани Местре је 2010. године открила Гранадосов Концерт за клавир и оркестар. Дело је премијерно изведено 27. октобра 2010. године у Филхармонијској сали у украјинском граду Лавову. За клавиром је била Мелани Местре, а Лавовским симфонијским оркестром дириговао је Алексис Соријано.
Мелодија чувене песме Bésame mucho, коју је 1941. написала Консуело Веласкез, заснована је на ставу Жалопојка или Девојка и славуј из клавирске свите Гојеске, односно на Славујевој арији из истоимене опере.
Поводом 144. годишњице рођења, Гугл je 27. јула 2011. године Гранадосу посветио doodle.

## Дела
| Период                      | Назив | Инструментација                                                               | Делови / Напомене | Премијера |
| КЛАВИРСКА ДЕЛА              | |                                                                               | | |
| 1885.                       | Elvira: mazurka Елвира: мазурка | Клавир                                                                        | | |
| 1888.                       | Dans le bois У шуми | Клавир                                                                        | | |
| око 1888.                   | Álbum de melodias Албум мелодија | Клавир                                                                        | 22 кратка комада | |
| 1888.                       | En la aldea У селу | Група клавира                                                                 | Salida del sol - Maitines - El cortejo: marcha nupcial - La oración – Regreso (marcha nupcial) - Canto recitado - La siesta - Danza pastoril - Final - La puesta de sol | Барселона, Виши музички конзерваторијум у Барселони, 3.4.1984. |
| око 1885-90.                | Danza característica Типична игра | Клавир                                                                        | | |
| око 1890.                   | Canción árabe Арапска игра | Клавир                                                                        | | |
| око 1890.                   | Moresca Мореска | Клавир                                                                        | | |
| око 1890.                   | Capricho español Шпански капричо | Клавир                                                                        | | |
| око 1890.                   | Valses sentimentales Сентиментални валцери                                                                                           | Клавир                                                                        | Vivo - Andante - Vivo - Dolente - Allegro appasionato - Andantino amoroso - Allegro pastoral en forma de vals - Sentimentale - Dolente - Allegro final | |
| око 1890; објав. 1892-1900. | Danzas españolas Шпанске игре | Клавир                                                                        | no 1, Galante - no 2, Oriental - no 3, Fandango - no 4, Villanesca - no 5, Andaluza - no 6, Jota - no 7, Valenciana - no 8, Sardana - no 9, Romántica - no 10, Melancólica - no 11, Arabesca - no 12, Bolero                                                                                         | Барселона, Лирски театар, 20.4.1890. Е. Гранадос, клавир |
| око 1890.                   | Arabesca Арабеска | Клавир                                                                        | | Барселона, Лирски театар, 20.4.1890. |
| --                          | Serenata española Шпанска серенада                                                                                                   | Клавир                                                                        | (изгубљена) | Барселона, Лирски театар, 20.4.1890. |
| око 1890-95.                | Dolora en La menor Долора у а-молу                                                                                                   | Клавир                                                                        | | Мадрид, 27.11.1894. |
| око 1890-95.                | Carezza - Clotilde - La sirena - Marcha real - Soldados de cartón (Кареца - Клотилда - Сирена - Краљевски марш - Војници од картона) | Клавир                                                                        | | |
| 1891-93.                    | Apariciones: valses románticos Утваре: романтични валцери                                                                            | Клавир                                                                        | Introducció: presto - Cadenciós - Vals alemany - Fantasmes - Pastoral - Sensible - Ves-te'n, tristor! - Andantino quasi allegretto - Vals vienès - ?... - Ecos | |
| 1892.                       | Paisaje Пејзаж | Клавир                                                                        | | |
| 1892.                       | Cartas de amor Љубавна писма | Клавир                                                                        | Cadencios - Suspirante - Doliente - Apassionato | |
| 1893.                       | Serenata Серенада | Клавир                                                                        | | |
| око 1895.                   | Valses poéticos Поетични валцери | Клавир                                                                        | Introducció: Vivace molto - Vals melòdic - Vals apassionat - Vals lent - Vals humorístic - Vals brillant - Vals sentimental - Vals papallona - Vals ideal | Мадрид, 15.2.1895; Барселона, Лирски театар, 21.3.1895. |
| 1895.                       | Piezas sobre cantos populares españoles Комади на шпанске народне напеве                                                             | Клавир                                                                        | 1. Preludio - 2. Añoranza - 3. Ecos de la parranda - 4. Vascongada - 5. 03a oriental - 6. Zambra - 7. Zapateado | |
| 1895-96.                    | Parranda-Murcia Поворка-Мурсија | Клавир                                                                        | | |
| 1897.                       | L'himne dels morts Химна умрлих | Клавир                                                                        | | |
| око 1898.                   | A la cubana, op. 36 У кубанском стилу, оп. 36                                                                                        | Клавир                                                                        | 1. Allegretto - 2. Un poco vivo | |
| око 1898.                   | A la antigua (bourrée) У старом стилу (буре)                                                                                         | Клавир                                                                        | | |
| око 1898.                   | La góndola: escena poética Гондола: поетични призор                                                                                  | Клавир                                                                        | | |
| око 1900.                   | Vals-tzigane Цигански валцер | Клавир                                                                        | | |
| око 1900.                   | A la pradera, op. 35 На ливади, оп. 35                                                                                               | Клавир                                                                        | | |
| 1900-01.                    | Oriental Оријентална | Клавир                                                                        | | |
| 1901.                       | Rapsodia aragonesa Арагонска рапсодија                                                                                               | Клавир                                                                        | | |
| 1903.                       | Allegro de concierto Концертни алегро                                                                                                | Клавир                                                                        | | Мадрид, 1903. |
| 1904.                       | Escenas románticas Романтични призори                                                                                                | Клавир                                                                        | Mazurka – Berceuse - Lento con estasi - Allegretto - Allegro apasionato - Epílogo | Мадрид, Музичка унија, 20.11.1904. |
| 1909-10.                    | Vals de concert Концертни валцер | Клавир                                                                        | | |
| 1909-10.                    | Azulejos Азулехос | Клавир                                                                        | Започео Исак Албениз, завршио Енрике Гранадос | Барселона, Дворана каталонске музике, 11.3.1911. Енрике Гранадос, клавир |
| око 1910-12.                | Jácara (danza para cantar y bailar), op. 14 Хакара (игра за певање и плесање), оп. 14                                                | Клавир                                                                        | | |
| 1911.                       | Goyescas Гојеске | Клавир                                                                        | Llibre 1: no 1, Los requiebros - no 2, Coloquio en la reja - no 3, El fandango de Candil - no 4, Quejas o la maja y el ruiseñor Llibre 2: no 5, El amor y la muerte - no 6 La serenata del espectro El pelele (независно дело, често се изводи као комад бр. 7)                                      | Барселона, Дворана каталонске музике, 11.3.1911 (Књига 1); Главни театар (Тараса), 29.3.1914 (импровизација на тему из „Пелелеа“); Барселона, Дворана каталонске музике, 5.3.1915 („Пелеле“); Париз, Дворана Плејел, 2.4.1914. (Књига 2). Е. Гранадос, клавир                                           |
| објав. 1912.                | Dos impromptus Два импромптуа | Клавир                                                                        | 1. Vivo e appasionato - Impromptu de la codorniz | |
| објав. 1912.                | Escenas poéticas Поетични призори | Клавир                                                                        | 1a sèrie: 1. Berceuse - 2. Eva y Walter - 3. Danza de la rosa -- 2a sèrie: 1. Recuerdo de países lejanos - 2. El ángel de los claustros - 3. Canción de Margarita - 4. Sueños del poeta | |
| 1912.                       | Fantasía (Cheherezada), op. 34 Фантазија (Шехерезада), оп. 34                                                                        | Клавир                                                                        | | |
| 1912-13.                    | Libro de horas Књига часова | Клавир                                                                        | 1. En el jardín - 2. En invierno: La muerte del ruiseñor - 3. Al suplicio | Барселона, 23.3.1913. |
| --                          | Danza lenta, op. 37 Лагана игра, оп. 37                                                                                              | Клавир                                                                        | | Барселона, 8.5.1915. |
| --                          | Escenas infantiles: miniaturas, op. 38 Дечји призори: минијатуре, оп. 38                                                             | Клавир                                                                        | 1. Recitando - 2. Pidiendo perdón - 3. El niño duerme - 4. Niño que llora - 5. Séptima melodía | |
| --                          | Cuentos de la juventud Приче из младости                                                                                             | Клавир                                                                        | | |
| --                          | Marche militaire Војни марш | Клавир                                                                        | | Барселона, 31.10.1915. |
| објав. 1914.                | Impromptu (allegro assai), op. 39 Импропту (allegro assai), оп. 39                                                                   | Клавир                                                                        | | |
| --                          | 2 Marxes militars 2 војна марша | Клавир у четири руке                                                          | | |
| ОРКЕСТАРСКА ДЕЛА            | |                                                                               | | |
| 1899.                       | Marcha de los Vencidos Марш побеђених                                                                                                | Оркестар                                                                      | | Барселона, Музичко друштво Барселоне, 31.10.1899. |
| 1899.                       | Suite sobre cantos gallegos Свита на гаљешке напеве                                                                                  | Оркестар                                                                      | | Барселона, Музичко друштво Барселоне, 31.10.1899. |
| 1908.                       | Dante Данте | Оркестар и мецосопран (само у другом делу) (Partitura)                        | 1. L'entrada a l'infern - 2. Paolo e Francesca | Барселона, Дворана каталонске музике, 1908. |
| око 1909.                   | Concierto para piano y orquesta Концерт за клавир и оркестар                                                                         | Оркестар и клавир                                                             | Недовршен: сачувен је цео први став (Lento-Allegro grave ma non molto) и почетак другог (Andante). Реконструисала га је, оркестирала и довршила пијанисткиња, композиторка и диригенткиња Мелани Местре.                                                                                             | Изгубљен, оригинални рукопис је 2009. године пронашла Мелани Местре. Издао га је 2010. године Издавач Боило из Барселоне. Премијерно су га извели 27. октобра 2010. у Лавовској филхармонијској дворани (Украјина) Мелани Местре (клавир), Лавовски симфонијски оркестар и Алексис Соријано (диригент). |
| 1910.                       | Elisenda: suite Елисенда: свита | Глас, клавир, флаута, обоа, кларинет, гудачки квинтет, харфа                  | На текст Апелеса Местреса. 1. El jardín de Elisenda - 2. Trova - 3. Elisenda - 4. La vuelta o Final | Барселона, Дворана Гранадос, 7.7.1912. |
| 1911.                       | Cant de les estrelles Песма звезда                                                                                                   | Оркестар и хор                                                                | | Барселона, Дворана каталонске музике, 1911. |
| 1916.                       | Navidad Божић | Камерни оркестар (двоструки квинтет за дуваче, гудаче и клавир)               | На основу „Слепице из Витаније“ | Мадрид, Национално музичко удружење, 31.5.1916. |
| 1916.                       | Danza de los ojos verdes Игра зелених очију                                                                                          | Оркестар                                                                      | На основу „Слепице из Витаније“ | Њујорк, Театар Максин Елиот, 10.2.1916. |
| ?                           | Danza gitana Циганска игра | Оркестар                                                                      | | |
| ?                           | La nit del mort (Poema desolación) Ноћ смрти (Неутешна песма)                                                                        | Оркестар                                                                      | | |
| ?                           | Suite oriental Оријентална свита | Оркестар                                                                      | Недовршена | |
| КАМЕРНА МУЗИКА              | |                                                                               | | |
| око 1888.                   | Canto (Melodía) Напев (Мелодија) | Виолончело                                                                    | Из „Албума мелодија“ | |
| око 1895.                   | Quinteto para piano en Sol menor, op. 49 Квинтет за клавир у г-молу, оп. 49                                                          | Гудачки квартет и клавир                                                      | Allegro - Allegretto quasi andantino - Molto presto | Мадрид, Салон Ромеро, 15.2.1895. |
| око 1895.                   | Trio, op. 50 Трио, оп. 50 | Виолина, виолончело, клавир                                                   | 1.Poco allegro con espressione - 2.Scherzetto - 3.Duetto - 4.Finale | Мадрид, Салон Ромеро, 15.2.1895. |
| 1903.                       | Melodía Мелодија | Виолина и клавир                                                              | | Барселона, Театар Елдорадо, 21.6.1903. |
| 1914.                       | Serenata Серенада | 2 виолине и клавир                                                            | | Париз, Дворана Плејел, 4.4.1914. |
| 1915.                       | Madrigal Мадригал | Виолончело и клавир                                                           | | Барселона, Дворана Гранадос, 2.5.1915. |
| 1915.                       | Trova Трова | Виолончело и клавир                                                           | Аранжман другог става из „Елисенде“ | Барселона, Дворана Гранадос, 2.5.1915. |
| --                          | Danza gallega Гаљешка игра | Виолончело и клавир                                                           | | |
| --                          | Соната за виолончело и клавир | Виолончело и клавир                                                           | | |
| --                          | Romanza Романса | Виолина и клавир                                                              | | |
| --                          | Sonata Соната | Виолина и клавир                                                              | Само први став; за остала три постоје скице | |
| --                          | Tres preludios Три прелудијума | Виолина и клавир                                                              | 1. La góndola - 2. El toque de guerra - 3. Elevación | |
| --                          | Trio Трио | 2 виолине и виола                                                             | | |
| --                          | Escena religiosa Религиозни призор                                                                                                   | Оргуље, виолина, клавир, добош                                                | | |
| --                          | Pequeña romanza Мала романса | Гудачки квартет                                                               | | |
| ВОКАЛНА МУЗИКА              | |                                                                               | | |
| 1900.                       | La boira Магла | Глас и клавир                                                                 | | Барселона, Дворана Шасањ, 13.2.1902. Марина Кањизарес, сопран |
| --                          | Canto gitano Циганска песма | Глас и клавир                                                                 | | |
| 1902.                       | Cançó d'amor Љубавна песма | Глас и клавир                                                                 | Песма Х. M. Ровиралта | |
| 1910                        | Tonadillas Тонадиље | Глас и клавир                                                                 | Amor y odio - Callejeo - El majo discreto - El majo tímido - El mirar de la maja - El tra-la-la y el punteado - La maja de Goya - La Maja Dolorosa I, II y III, ¡Ај, majo de mi vida!, ¡Oh muerte cruel!, De aquel majo amante - Las currutacas modestas - Si al retiro me llevas - El majo olvidado | Барселона, Дворана каталонске музике, 10.6.1914. |
| --                          | Elegía eterna Вечна елегија | Глас и клавир                                                                 | Песма Апелеса Местреса | Барселона, Дворана каталонске музике, 10.6.1914. |
| --                          | L'ocell profeta Птица злослутница | Глас и клавир                                                                 | Песма грофице од Кастеља | Барселона, 22.6.1911. |
| 1913.                       | Canciones amatorias Љубавне песме | Глас и клавир (на текстове из „Општег романсера“)                             | Mañanica era - Mira que soy niña - Serranas de Cuenca - Lloraba la niña - No lloréis, ojuelos - Descúbrase el pensamiento - Gracia mía | Глас: Кончита Бадија; клавир: Енрике Гранадос. Барселона, Дворана Гранадос |
| --                          | Cançoneta, op. 51 Песмица, оп. 51 | Глас и клавир                                                                 | Песма Апелеса Местреса | |
| --                          | L'herba de l'amor Љубавна трава | Хор                                                                           | | |
| --                          | Balada Балада | Глас и клавир                                                                 | | |
| --                          | Canción Песма | Глас и клавир                                                                 | | |
| објав. 1916.                | Canción del postillón Песма о коњанику                                                                                               | Глас и клавир                                                                 | | |
| СЦЕНСКА ДЕЛА                | |                                                                               | | |
| 1895.                       | Miel de la Alcarria, op. 54 „Мед из Алкарије“, оп. 54                                                                                | Сценска музика за трочинку Жозепа Фелијуа и Кодине                            | Сценска музика за трочинку Жозепа Фелијуа и Кодине | 1895. |
| 1897-98.                    | Ovillejos Овиљехос | Лирска саинета у два чина Жозепа Фелијуа и Кодине                             | Лирска саинета у два чина Жозепа Фелијуа и Кодине | |
| 1898.                       | María del Carmen Марија дел Кармен                                                                                                   | Опера на либрето Жозепа Фелијуа и Кодине                                      | Опера на либрето Жозепа Фелијуа и Кодине | Мадрид, Театар Периш, 12.11.1898; Барселона. Театар Тиволи, 31.5.1899. |
| 1899.                       | Blancaflor Бланкафлор | Лирка драма у једном чину Адрија Гвала                                        | Лирка драма у једном чину Адрија Гвала | Барселона, Лирски театар, 30.1.1899. |
| 1899-1900.                  | Petrarca Петрарка | Лирска драма у једном чину на либрето Апелеса Местреса                        | Лирска драма у једном чину на либрето Апелеса Местреса | (није изведена) |
| 1901.                       | Picarol Пикарол | Лирски комад у једном чину Апелеса Местреса                                   | Лирски комад у једном чину Апелеса Местреса | Барселона. Театар Тиволи, 28.2.1901. |
| 1903.                       | Follet Фољет | Опера у три чина на либрето Апелеса Местреса                                  | Опера у три чина на либрето Апелеса Местреса | Барселона, приватно слушање у Позоришту Лицеј, 4.4.1903 (није била успешна и није јавно изведена) |
| 1906.                       | Gaziel Газел | Поема у три сцене на либрето Апелеса Местреса                                 | Поема у три сцене на либрето Апелеса Местреса | Барселона, Главни театар, 27.10.1906. Жауме Пахиса, диригент |
| 1911.                       | Liliana Лилијана | Поема на либрето Апелеса Местреса                                             | Поема на либрето Апелеса Местреса | Барселона, Дворана лепих уметности, 9.7.1911. |
| 1915.                       | La cieguecita de Betania (El portalico de Belén) Слепица из Витаније (Витлејемска штала)                                             | Опера за децу на либрето Габријела Мироа. За дечје гласове и камерни ансамбл. | Опера за децу на либрето Габријела Мироа. За дечје гласове и камерни ансамбл. | Барселона, Гранадосова кућа у Ваљкарки, 1916. Оперу извели Гранадосова и Мироова деца |
| 1916.                       | Goyescas Гојеске | Опера у два чина на либрето Фернанда Перикета                                 | Опера у два чина на либрето Фернанда Перикета | Њујорк, Метрополитен опера, 28.1.1916. |
| ?                           | Torrijos Торихос | Сценска музика                                                                | Сценска музика | |